# NGC 5303
NGC 5303 é uma galáxia espiral (Sc/P) localizada na direcção da constelação de Canes Venatici. Possui uma declinação de +38° 18' 16" e uma ascensão recta de 13 horas, 47 minutos e 45,2 segundos.
A galáxia NGC 5303 foi descoberta em 16 de Maio de 1787 por William Herschel.